# HLA-A30

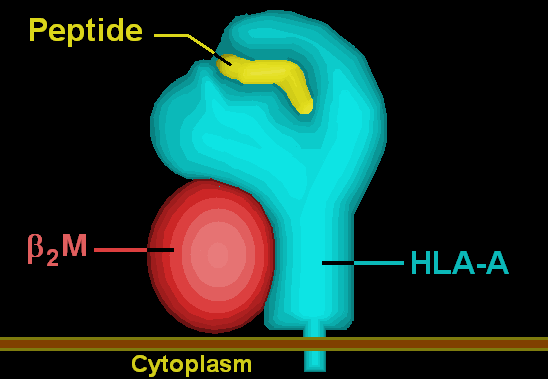

HLA-A30 هو نمط مصلي من مستضد الكريات البيضاء البشرية-أ.